# Zhang Lin (natation)
Pour les articles homonymes, voir Zhang Lin.
Dans ce nom chinois, le nom de famille, Zhang, précède le nom personnel.
Zhang Lin (chinois : 张琳), né le 6 janvier 1987 à Pékin, est un nageur chinois spécialiste des épreuves de nage libre. Il devient vice-champion olympique en 2008 sur 400 m et champion du monde en 2009 sur 800 m.

## Biographie
Zhang Lin dispute de premières compétitions internationales en 2006 à l'occasion de l'étape de Coupe du monde en petit bassin disputée à Shanghai. Trois ans plus tard, il apparaît pour la première fois dans un championnat international en participant aux Championnats du monde 2003. S'il ne dépasse pas les séries éliminatoires des 400 et 1 500 m, il se qualifie en revanche pour la finale du 800 m qu'il termine à la huitième et dernière place. L'année suivante, il se qualifie pour les Jeux olympiques d'été de 2004 où il ne brille cependant pas puisqu'il ne dépasse pas le stade des séries sur 200 et 400 m nage libre. En 2005, à Montréal lors des Mondiaux en grand bassin, il se qualifie pour deux finales individuelles : le 200 m, qu'il finit au huitième rang, et le 1 500 m qu'il termine sixième. L'année suivante est celle des premières récompenses au niveau international. Ainsi, aux Jeux asiatiques de 2006 disputés à Doha, il remporte quatre médailles d'argent dont trois lors d'épreuves individuelles. À chaque fois, il est devancé par le Sud-coréen Park Tae-hwan qui remporte les 200, 400 et 1 500 m nage libre. Par ailleurs, aux Championnats pan-pacifiques, il glane deux médailles : l'argent du 400 m remporté par Park, puis le bronze du 200 m derrière l'Américain Klete Keller et de nouveau Park. Enfin, aux Championnats du monde en petit bassin, il remporte une médaille de bronze sur 1 500 m. De nouveau finaliste mondial en 2007 à Melbourne, il s'offre un nouveau statut en 2008.
Qualifié pour les Jeux olympiques d'été de 2008 qu'organisent Pékin, il s'aligne sur deux épreuves individuelles, le 400 m et le 1 500 m nage libre. Sur la première, il se présente avec le septième temps des engagés en 3 min 44 s 97. Dès les séries qualificatives, il enlève une seconde et demie à son meilleur temps personnel battant au passage le record d'Asie. Dernier à mi-course en finale puis sixième avant l'ultime longueur de bassin, il produit son effort et réalise les 50 derniers mètres les plus rapides des engagés. Il intercale finalement sur le podium à la deuxième place entre le Sud-coréen Park et l'Américain Larsen Jensen. Sur 1 500 m nage libre, il se qualifie également pour la finale mais termine septième.
En avril 2009, il remporte cinq titres dont trois individuels lors des championnats nationaux qualificatifs pour les Championnats du monde 2009. Il améliore à cette occasion ses records personnels des 200 et 1 500 m nage libre (1 min 45 s 83 et 14 min 47 s 51).
Le 29 juillet 2009, il remporte la finale du 800 m des Championnats du monde 2009 et établit à cette occasion un nouveau record du monde de la distance en 7 min 32 s 12.

## Palmarès

### Jeux olympiques
- Jeux olympiques de 2008 à Pékin (Chine) :
  -  Médaille d'argent du 400 m nage libre.

### Championnats du monde

#### Grand bassin
- Championnats du monde 2009 à Rome (Italie) :
  -  Médaille d'or du 800 m nage libre.
  -  Médaille de bronze du 400 m nage libre.

- Championnats du monde 2011 à Shanghai (Chine) :
  -  Médaille de bronze du relais 4 × 200 m nage libre.

#### Petit bassin
- Championnats du monde en petit bassin 2006 à Shanghai (Chine) :
  -  Médaille de bronze du 1 500 m nage libre.

### Championnats pan-pacifiques
- Championnats pan-pacifiques 2006 à Victoria (Canada) :
  -  Médaille d'argent du 400 m nage libre.
  -  Médaille de bronze du 200 m nage libre.

## Records

### Records personnels
Il bat le record du Monde du 800 m en 7 min 32 s 12 (le 29 juillet 2009).